# Ihor Podolchak
Ihor Podolchak (em ucraniano:  Ігор Подольчак, em polonês/polaco:  Ihor Podolczak) (nascido a 9 de abril de 1962) é um cineasta e artista visual ucraniano. Ele é cofundador da associação criativa Masoch Fund.
Ihor Podolchak foi nomeado como um dos 10 cineastas ucranianos mais proeminentes.

## Biografia
Desde 1997 dedica-se ao design integrado do componente de imagem visual de campanhas eleitorais políticas.

### Artes visuais

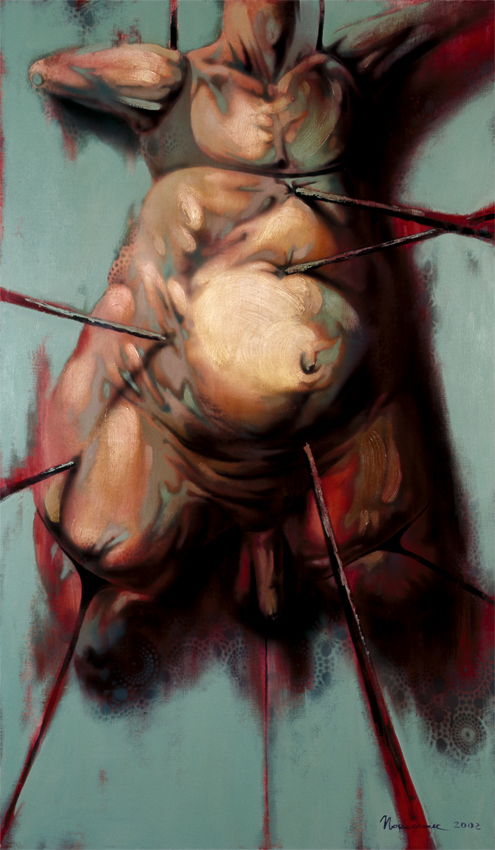
SS 2002, acrílico sobre tela, 75х130 cm

No centro da criatividade de Podolchak encontra-se o corpo humano nas suas diversas manifestações, relações com outros corpos, assim como em diferentes estágios de decomposição.
Uma das suas 24 exposições pessoais foi a primeira exposição de arte a ser realizada no espaço, na estação espacial Mir no dia 25 de janeiro de 1993.

### Merry-Go-Round
A sua primeira curta-metragem foi Merry-Go-Round. O filme estreou no Revelation Perth International Film Festival a 9 de julho de 2017 e foi indicado para a Melhor Curta-Metragem Ucraniana  no Festival Internacional de Cinema de Odesa.

### Prémios e indicações
Prémios:
- 2013 «Primeiro Prémio», Festival Internacional de Cinema de Bagdade, Iraque[9]
- 1995 «Triennaleprize», 11.ª Trienal Internacional de Impressão da Noruega, Fredrikstad[10]
- 1988 «Prix Ex Aequo», 12.ª Bienal Internacional de Gravura, Cracóvia[11]
- 1987 «Medalha de Honra», Pequenas Formas Gráficas, Łódź[12]

Indicações:
- 2017 «Melhor curta-metragem ucraniana»,  Festival Internacional de Cinema de Odesa[13]
- 2013 «Melhor Realizador»[14] Competição Semana do Realizador, Fantasporto, Festival Internacional de Cinema do Porto, Porto
- 2009 «Prémio», Festival de Cinema de Trieste[15]
- 2008 «Tigre», 37.º Festival Internacional de Cinema de Roterdão[16]
- 2008 «Prémio», 16.º Artfilm International Film Festival, Eslováquia[17]